# Strandwinde
Die Strandwinde (Calystegia soldanella; synonym Convolvulus soldanella L.) oder Kohlwinde ist eine Pflanzenart aus der Gattung der Zaunwinden (Calystegia) in der Familie der Windengewächse (Convolvulaceae). Die auch Meer-Kohlwinde (früher lateinisch brassica marina) genannte Art ist weltweit in der Nähe der Meere verbreitet.

## Beschreibung
Die Strandwinde ist eine unbehaarte, ausdauernde Pflanze, die ein Rhizom als Überdauerungsorgan bildet. Die Stängel sind niederliegend und werden bis zu 60 cm lang. Die Blattspreite hat eine Länge von 1 bis 3 cm, ist 1,5- bis 2-mal breiter als lang, nierenförmig und leicht fleischig.
Die Blütenstandsstiele sind 3 bis 6 cm lang und überragen damit meist die sie begleitenden Laubblätter. Die Vorblätter sind 7 bis 16 mm lang, 5 bis 10 mm breit, eiförmig bis mehr oder weniger rund, die Spitze ist gekerbt bis stumpf. Sie setzen direkt unterhalb des Kelches an und umschließen ihn mehr oder weniger, so dass sie flach oder den Kelch umfassend geformt sind. Die Kelchblätter sind 10 bis 16 mm lang, Die Krone ist pink gefärbt und 32 bis 52 mm lang.
Die Chromosomenzahl beträgt 2n = 22.

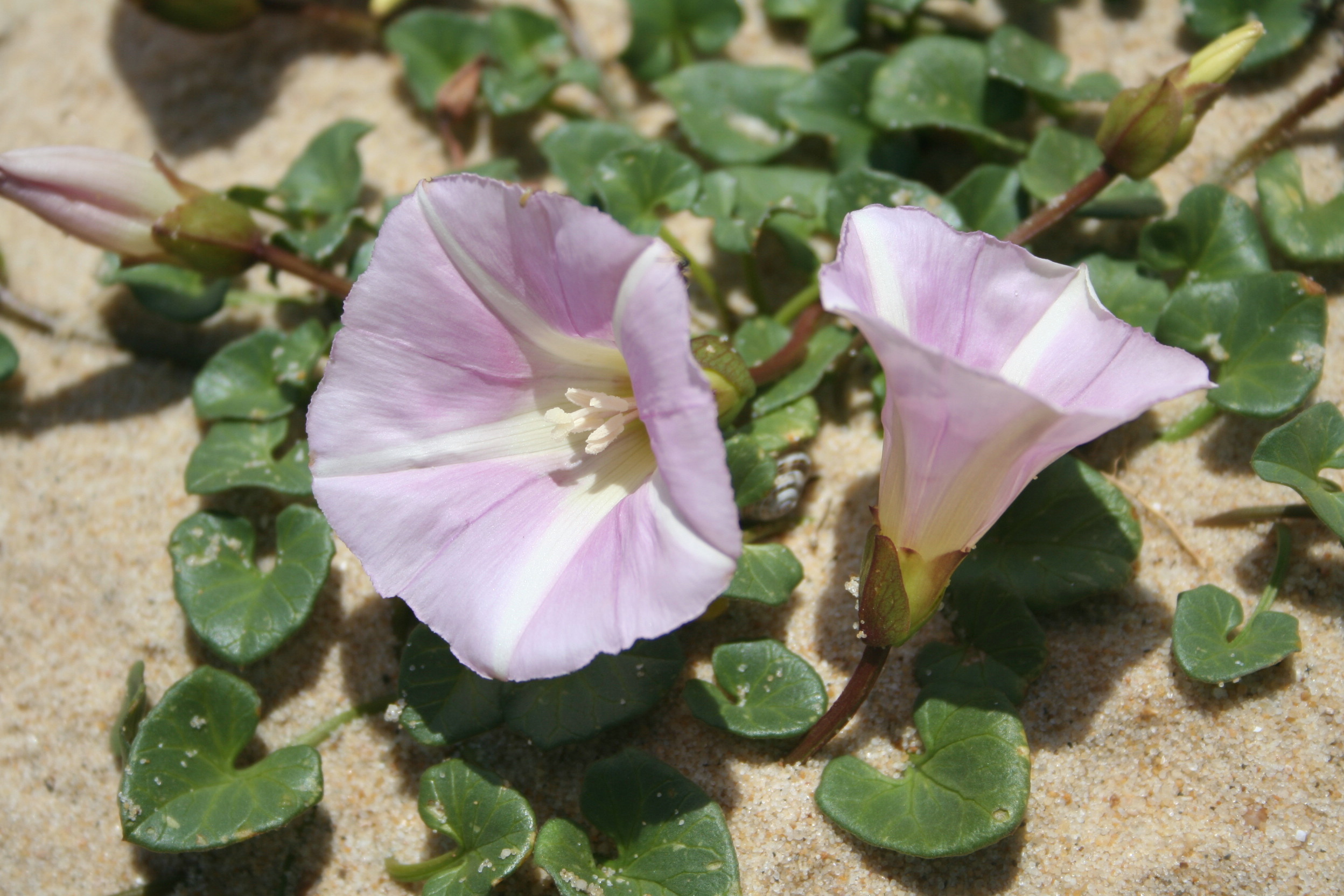
Strandwinde (Calystegia soldanella)

## Verbreitung
Die Art ist weltweit, vor allem in temperierten bis subtropischen Regionen in Küstennähe zu finden, meist unterhalb von 50 m Meereshöhe. Sie bevorzugt sandige Meeresufer und Küstenstrände. Sie ist in Deutschland eine Charakterart des Elymo-Ammophiletum aus dem Verband der Strandhafer-Weißdünen-Gesellschaften (Ammophilion arenariae).

## Nutzung
Das Kraut der Strandwinde (im Mittelalter lateinisch auch Soldanella) wurde früher als Herba Soldanellae sive Brassicae marinae in den Handel gebracht und unter anderem als Diuretikum verwendet.

## Trivialnamen
Für die Strandwinde bestehen bzw. bestanden auch die weiteren deutschsprachigen Trivialnamen: Meerglöcklein, Meerkohl (bereits 1587 erwähnt), Meerwinde und Seekohl.